# Kanał planszowy
Kanał planszowy – kanał telewizyjny nadający przekaz wideo składający się z kilkudziesięciu zapętlonych plansz graficznych, przedstawiających zwykle informacje lokalne, ogłoszenia drobne i reklamy oraz informacje o układzie kanałów w telewizji kablowej. Dość często podkładem dźwiękowym dla kanału planszowego jest dźwięk z lokalnej stacji radiowej.
Kanały planszowe wykorzystywane są przez operatorów telewizji kablowych do informowania abonentów o nowościach w ofercie czy też przekazywania komunikatów technicznych.